# 寬心園精緻蔬食料理

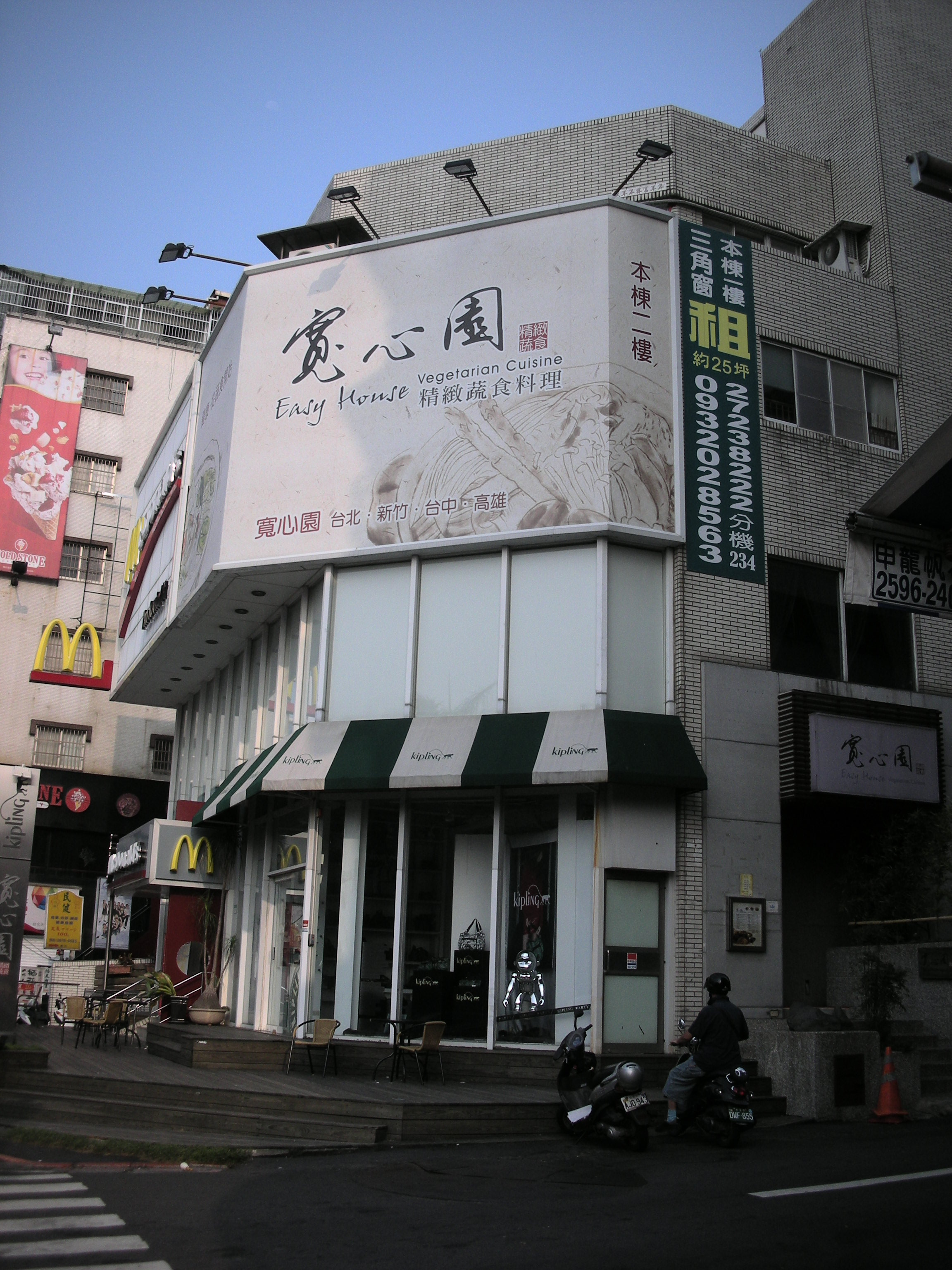
寬心園精緻蔬食料理臺北天母店

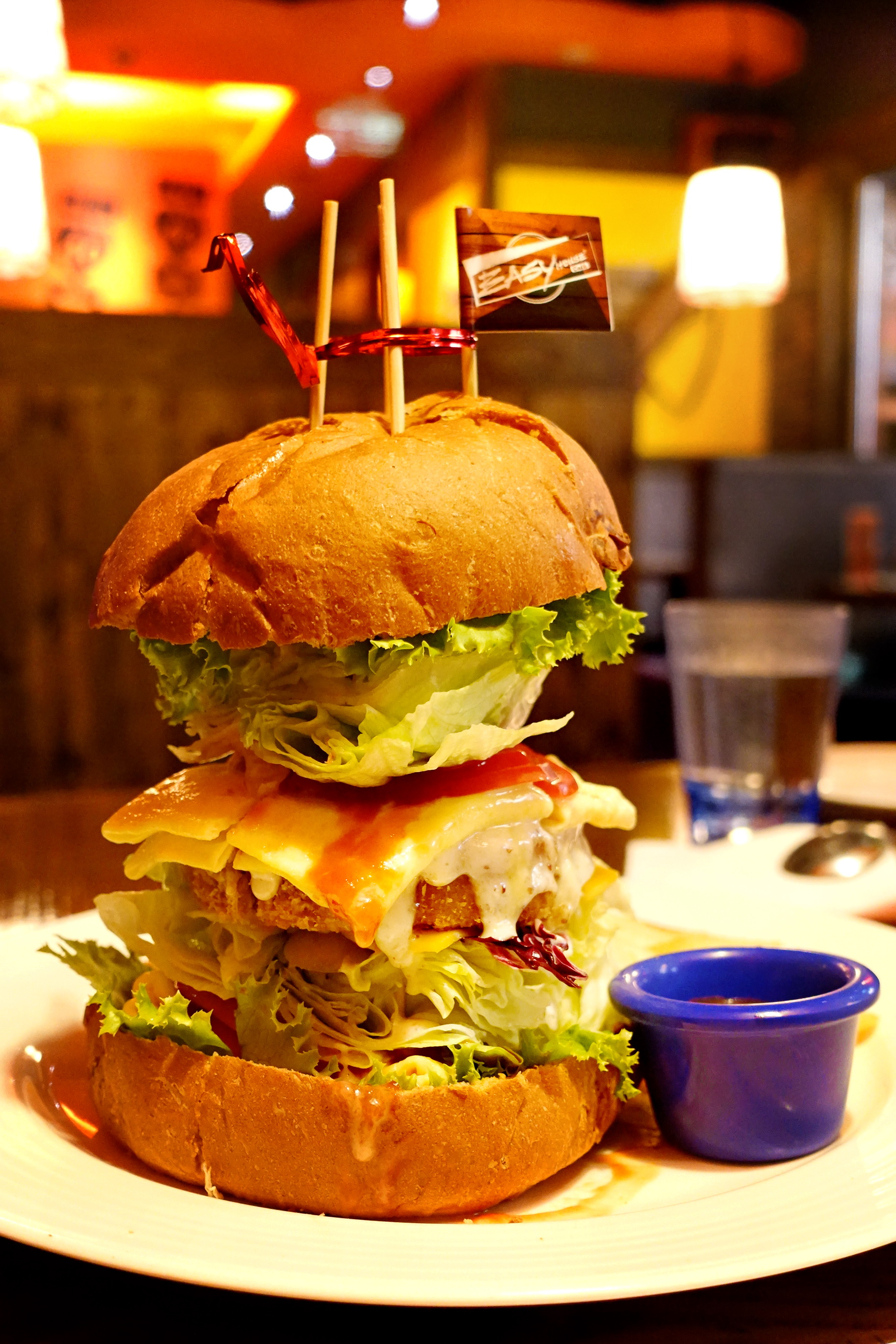
素食漢堡是寬心園集團旗下的Easy House Café 的經典主食之一

寬心園精緻蔬食料理（Easy House Vegetarian Cuisine）是一家台灣連鎖素食餐廳，2003年由和緣餐飲董事長黃瓊瑩創辦。在臺北、新北、中壢、新竹、臺中、臺南與高雄共有10家分店，年營業額超過新台幣兩億元。2012年7月獲選《天下雜誌》「金牌服務大賞」中式東南亞連鎖餐廳類冠軍。